# 스테이시 하이덕
스테이시 하이덕(Stacy Haiduk, 1968년 4월 24일 ~ )은 미국의 배우, 텔레비전 배우, 영화배우, 모델이다.
그랜드래피즈에서 태어났다.

## 방송
- 멜로즈 플레이스
- 번 노티스 시즌3
- 프리즌 브레이크 시즌4
- 히어로즈 시즌1
- 콜드케이스 시즌4

## 영화
- 희생자 (2010년)
- 위딘 (2009년) - 버니 로우 역
- 더 맨스필드 12 (2008년)
- 히어로즈 (2006년)
- 세이버투스의 습격 (2005년)
- 프리즌 브레이크 시즌1 (2005년)
- 가브리엘라 (2001년)
- DNA 컨스피러시 (1999년)
- 데저트 썬더 (1999년)
- 다니엘 스틸 - 그래서 그들은 사랑할 수 있었다 (1994년)
- 해저 군단 (1993년)
- 스케치(영어판) (1992년)
- 악마 루터 (1990년)
- 슈퍼보이 (1988년)
- 더 영 앤 더 레스트리스 (1973년)